# Pugilato ai XVII Giochi panamericani - Pesi leggeri
Il torneo di pugilato dei pesi leggeri ai XVII Giochi panamericani si è svolto a Toronto dal 19 al 25 luglio 2015 e vi hanno preso parte 10 pugili di 10 differenti nazioni. Il limite di peso della categoria è di 60 chilogrammi e il campione uscente, vincitore a Guadalajara nel 2011, era il cubano Yasnier Toledo, presente anche a Toronto ma nella categoria superiore, quella dei pesi welter-leggeri.

## Risultati
|  | Primo turno             | Primo turno             | Primo turno |  |  | Quarti di finale        | Quarti di finale        | Quarti di finale |   |                     | Semifinali          | Semifinali     | Semifinali |  |  | Finale | Finale | Finale |
|  |                         |                         |             |  |  |                         |                         |                  |   |                     |                     |                |            |  |  |        |        |        |
|  |                         |                         |             |  |  |                         |                         |                  |   |                     |                     |                |            |  |  |        |        |        |
|  |                         |                         |             |  |  | Lázaro Álvarez          | Lázaro Álvarez          | 3                |   |                     |                     |                |            |  |  |        |        |        |
|  | Elvis Rodriguez Mendoza | Elvis Rodriguez Mendoza | 3           |  |  | Elvis Rodriguez Mendoza | Elvis Rodriguez Mendoza | 0                |   |                     |                     |                |            |  |  |        |        |        |
|  | Luis Cabrera Machado    | Luis Cabrera Machado    | 0           |  |  |                         |                         |                  |   | Lázaro Álvarez      | Lázaro Álvarez      | 3              |            |  |  |        |        |        |
|  |                         |                         |             |  |  |                         | Kevin Luna              | Kevin Luna       | 0 |                     |                     |                |            |  |  |        |        |        |
|  |                         |                         |             |  |  | Kevin Luna              | Kevin Luna              | 2                |   |                     |                     |                |            |  |  |        |        |        |
|  |                         |                         |             |  |  | Ronan Sanchez           | Ronan Sanchez           | 1                |   |                     |                     |                |            |  |  |        |        |        |
|  |                         |                         |             |  |  |                         |                         |                  |   |                     | Lázaro Álvarez      | Lázaro Álvarez | 3          |  |  |        |        |        |
|  |                         |                         |             |  |  |                         | Lindolfo Delgado        | Lindolfo Delgado | 0 |                     |                     |                |            |  |  |        |        |        |
|  |                         |                         |             |  |  | Jose Rosario Garcia     | Jose Rosario Garcia     | WO               |   |                     |                     |                |            |  |  |        |        |        |
|  |                         |                         |             |  |  | Merin Zalazar Aranda    |                         |                  |   |                     |                     |                |            |  |  |        |        |        |
|  |                         |                         |             |  |  |                         |                         |                  |   | Jose Rosario Garcia | Jose Rosario Garcia | 0              |            |  |  |        |        |        |
|  | Lindolfo Delgado        | Lindolfo Delgado        | 3           |  |  |                         | Lindolfo Delgado        | Lindolfo Delgado | 3 |                     |                     |                |            |  |  |        |        |        |
|  | Faider Hernändez        | Faider Hernändez        | 0           |  |  | Lindolfo Delgado        | Lindolfo Delgado        | 3                |   |                     |                     |                |            |  |  |        |        |        |
|  |                         |                         |             |  |  | Carlos Balderas         | Carlos Balderas         | 0                |   |                     |                     |                |            |  |  |        |        |        |
|  |                         |                         |             |  |  |                         |                         |                  |   |                     |                     |                |            |  |  |        |        |        |